# Odonteus filicornis
Odonteus filicornis is een keversoort uit de familie cognackevers (Bolboceratidae). De wetenschappelijke naam van de soort werd in 1823 gepubliceerd door Thomas Say.